# إيكغونين
إيكُغونِين (بالإنجليزية: Ecgonine)‏ هو إحدى أشباه قلويات التروبان المتواجدة في نبات الكوكا، لها علاقة بنيوية مع الكوكايين. وهي إحدى أشد المواد الخاضعة للرقابة في بعض الدوّل. يُعتبر الإكجونين قلواني بلوري ينتج بالتحلل المائي للكوكايين. يُعرف أيضاً بحمض الكربوككسيليك، وصيغته الكيميائية C9H15NO3.